# Editorial Valdemar
Editorial Valdemar es una editorial independiente, con sede en Madrid, especializada en publicar obras clásicas de narrativa gótica, literatura fantástica, ciencia ficción y literatura de terror, entre otros géneros.

## Historia
Fundada en 1989 por Rafael Díaz Santander y Juan Luis González, acumula un fondo editorial de más de seiscientos títulos, la mayoría de ellos referentes internacionales de la narrativa de género, cuidadosamente traducidos por algunos de los mejores especialistas de España, como Mauro Armiño, Francisco Torres Oliver, Juan Antonio Molina-Foix, José María Nebreda, Marta Lila Murillo u Óscar Palmer.
En su catálogo destacan especialmente las obras completas al castellano de H. P. Lovecraft, el canon de Sherlock Holmes, las obras de Bram Stoker y Marcel Proust, o los cuentos completos de Robert Louis Stevenson, siendo especialmente su colección Gótica el núcleo duro de la editorial.
Tras un cuarto de siglo de andadura, el sello se introdujo en la literatura de terror de corte contemporáneo, a través de la colección Insomnia, donde se han visto publicadas obras de autores anglosajones como Caitlín R. Kiernan, Graham Masterton y Jack Cady, así como el español Emilio Bueso. 
Valdemar distribuye sus libros en España y, a través de librerías especializadas y distribuidores de artículos de importación, en Bolivia, Chile, Colombia, Costa Rica, México, Puerto Rico, Perú, Uruguay y Venezuela.

## Colecciones
- Avatares
- Clásicos
- El Club Diógenes
- Gótica
- Gran Diógenes
- Histórica
- Intempestivas
- Letras Clásicas
- Planeta Maldito
- Sherlock Holmes
- El gato negro
- El padre Brown
- Frontera
- Grangaznate
- Insomnia
- Selecta
- Valdemar/Es Pop

## Premios
- Premio Nocte Honorífico en 2014.
- Premio Nacional a la Mejor Labor Editorial en 2001.[3]